# Prostemmiulus grandis
Prostemmiulus grandis är en mångfotingart som beskrevs av Loomis 1971. Prostemmiulus grandis ingår i släktet Prostemmiulus och familjen Stemmiulidae. Inga underarter finns listade i Catalogue of Life.